# Дибромметан
Диброммета́н — химическое броморганическое соединение, галогеналкан с формулой CH2Br2, дважды замещённый представитель ряда бромметанов, в который входят бромметан, дибромметан, трибромметан и тетрабромметан.

## Использование
Дибромметан является промежуточным продуктом при производстве гербицидов и пестицидов. Он также используется в низких концентрациях в галогенных лампах.

## Производство
Промышленное производство дибромметана происходит из дихлорметана путём обмена галогенов с использованием брома и алюминия.
{\displaystyle {\ce {6CH_2Cl_2 + 3Br_2 + 2Al -> 6CH_2BrCl + 2Al_2O_3}}} и
{\displaystyle {\ce {6CH_2BrCl + 3Br_2 + 2Al -> 6CH_2Br_2 + 2Al_2O_3}}}
или с помощью бромистого водорода в присутствии хлорида алюминия
{\displaystyle {\ce {CH_2Cl_2 + HBr ->[AlCl_3] CH_2BrCl + HCl}}} и
{\displaystyle {\ce {CH_2BrCl + HBr ->[AlCl_3] CH_2Br_2 + HCl}}},
Оба синтеза протекают через промежуточный продукт бромхлорметан. Выход обоих продуктов можно регулировать с помощью стехиометрии исходных материалов.
Как и дииодметан, дибромметан можно получить путём взаимодействия бромоформа с арсенитом натрия и гидроксидом натрия.
{\displaystyle {\ce {CHBr_3 + Na_3AsO_3 + NaOH -> CH_2Br_2 + Na_3AsO_4 + NaBr}}}
Другой способ получения — это реакция дииодметана с бромом.